# Třetí Moskevská konference

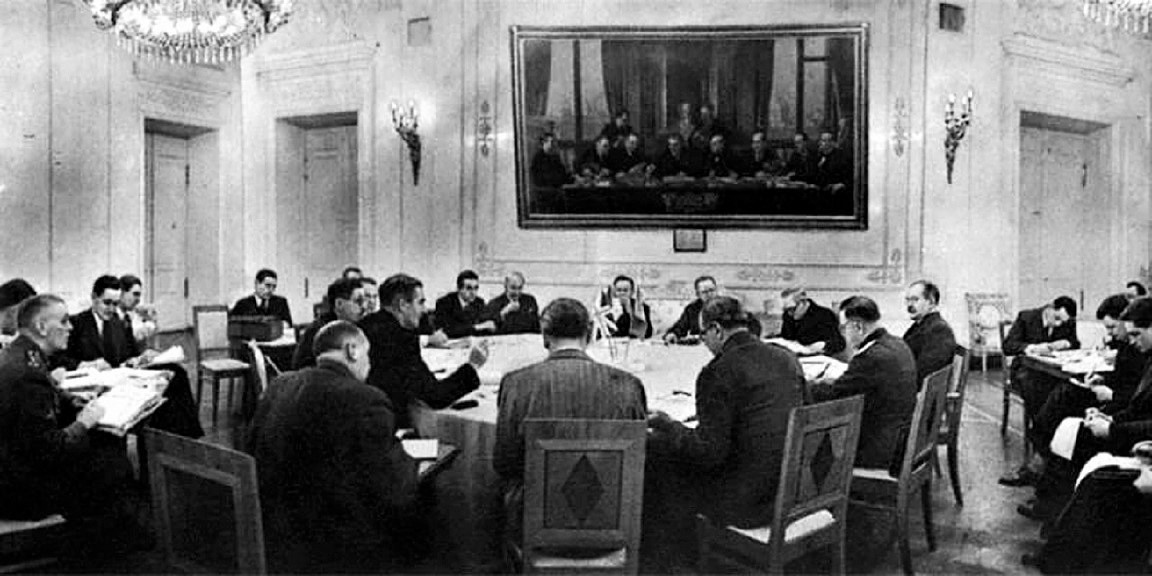
Fotografie z třetí Moskevské konference. U kulatého stolu zde sedí Vjačeslav Molotov, Kliment Vorošilov, Hastings Ismay, Archibald Kerr, Anthony Eden, William Strang, John Dean, Averell Harriman, Cordell Hull, Green Hackfort, Maxim Litvinov a Andrej Vyšinskij.

Třetí Moskevská konference je označení pro konferenci ministrů zahraničí SSSR (Vjačeslav Molotov), USA (Cordell Hull) a Velké Británie (Anthony Eden) za 2. světové války. Konala se ve dnech od 18. října do 1. listopadu 1943.

## Průběh a výsledky jednání
Hlavním tématem bylo vyřešení problémů společného vedení války vůči hitlerovskému Německu a jeho spojencům. Byly na ní podepsány 4 významné dokumenty:
- Deklarace čtyř mocností o všeobecné bezpečnosti, která určovala vedení války až do bezpodmínečné kapitulace Německa a byly v ní stanoveny zásady poválečného bezpečnostního systému v nové mezinárodní organizaci.
- Deklarace o Itálii požadovala likvidaci fašismu a ustanovení demokratického režimu v Itálii.
- Deklarace o Rakousku odmítala jeho anexi nacistickým Německem.
- Deklarace o potrestání válečných zločinců, kterou podepsaly Rusko, Velká Británie a USA, vyjadřovala odhodlání potrestat viníky války a jejich zločinů a vydávat je k odsouzení a potrestání do států, ve kterých zločin spáchali. Stala se právním základem budoucí mezinárodní organizace na ochranu míru.

Dále byla ustavena Evropská poradní komise jakožto konzultativní orgán pro řešení naléhavých otázek osvobozovaných zemí.